# 사코역 (도쿠시마현)
사코역(일본어: 佐古駅)은 일본 도쿠시마현 도쿠시마시에 위치한 시코쿠 여객철도의 철도역이다. 고토쿠 선의 소속역이며, 도쿠시마 선이 이 역을 기.종점으로 하고 있어 2개의 노선을 운영하고 있다. 역 번호는 T01, B01이며, 섬식 승강장 1면 2선의 구조를 갖춘 고가역이다.

## 타는 곳
| 1 · 2 | ■ 고토쿠 선   | 상행 | 이타노 · 다카마쓰 방면     |
| 1 · 2 | ■ 고토쿠 선   | 하행 | 도쿠시마 방면              |
| 1 · 2 | ■ 도쿠시마 선 |      | 아나부키 · 아와이케다 방면 |
| 1 · 2 | ■ 나루토 선   |      | 나루토 방면                |

## 이용 현황
| 연도     | 하루 평균 | 연도     | 하루 평균 |
| 1995년도 | 774       | 2003년도 | 582       |
| 1996년도 | 754       | 2004년도 | 562       |
| 1997년도 | 717       | 2005년도 | 598       |
| 1998년도 | 680       | 2006년도 | 692       |
| 1999년도 | 654       | 2007년도 | 730       |
| 2000년도 | 646       | 2008년도 | 743       |
| 2001년도 | 657       | 2009년도 | 677       |
| 2002년도 | 608       | 2010년도 | 722       |
| -------- | --------- | -------- | --------- |

## 역 주변
- 도쿠시마 JA 회관
- 국도 제192호선
- 가와시마 병원

## 인접 역
| 시코쿠 여객철도             | 시코쿠 여객철도 | 시코쿠 여객철도             |
| --------------------------- | --------------- | --------------------------- |
| T 02 요시나리 다카마쓰 방면 | 고토쿠 선       | 도쿠시마 T 00 도쿠시마 방면 |
| 시코쿠 여객철도             |                 |                             |
| 시·종착역                   | 도쿠시마 선     | 구라모토 B 02 쓰쿠다 방면   |